# Bergschenhoek
Bergschenhoek este o localitate în Țările de Jos, în comuna Lansingerland din provincia Olanda de Sud situată la periferia nordică a orașului Rotterdam. Până în 2007 localitatea era o comună separată.